# Coluro

Ciano = coluro equinoziale
Blu = coluro solstiziale

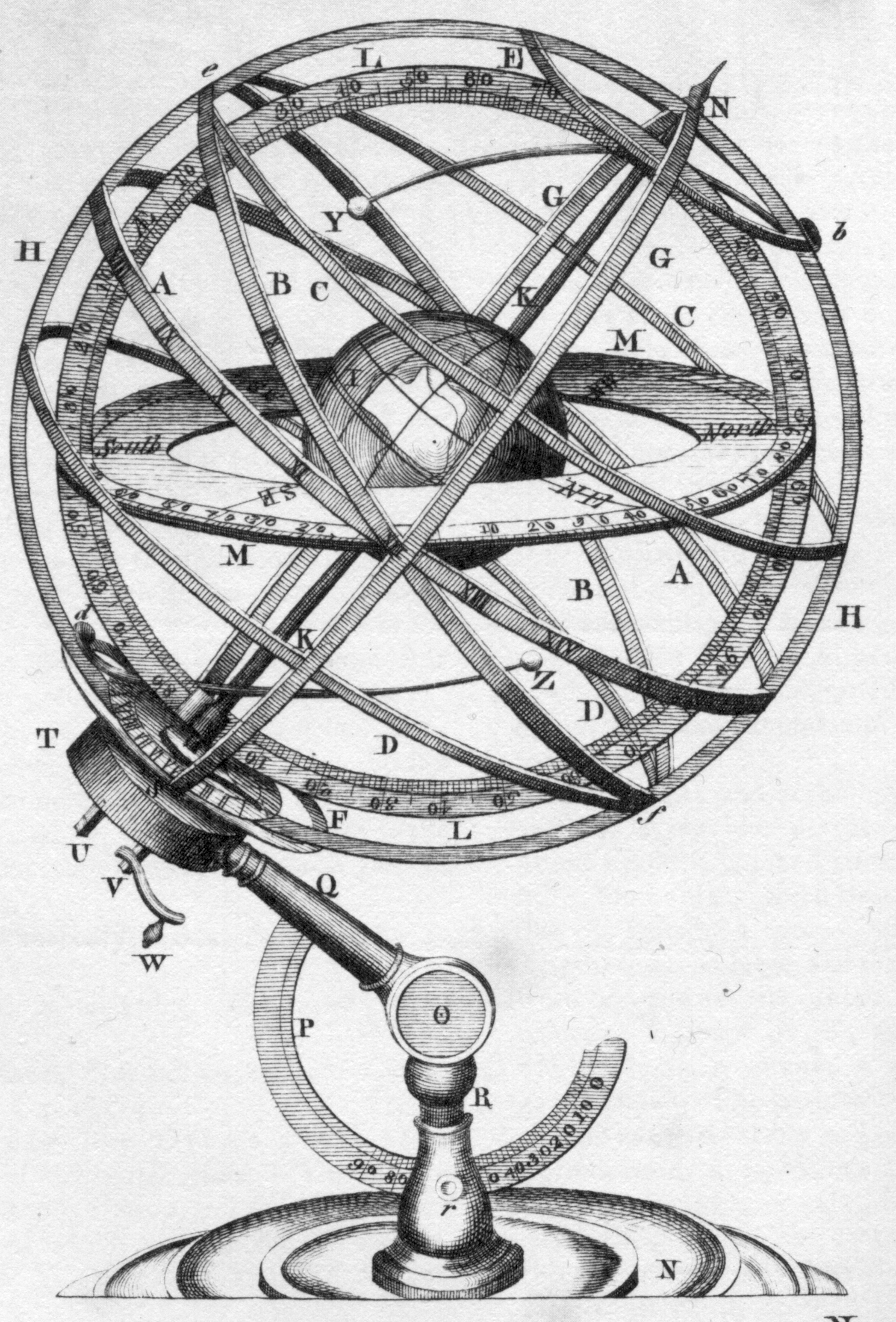
G = coluro equinoziale
H = coluro solstiziale

In astronomia, il coluro (dal greco antico: κόλουρος?, cóluros, "senza coda, troncato") è ciascuno dei due principali meridiani della sfera celeste: il coluro equinoziale e il coluro solstiziale. Entrambi passano dai poli celesti, ma il primo passa dai punti equinoziali mentre il secondo dai punti solstiziali.

## Coluro equinoziale
Il coluro equinoziale è il meridiano della volta celeste passante per i poli celesti e i punti equinoziali, cioè il primo punto d'ariete (punto γ o punto vernale) e il primo punto della Bilancia (punto Ω o punto dell'equinozio d'autunno).
Nel sistema delle coordinate equatoriali, è il meridiano fondamentale dal quale si misura l'ascensione retta di un punto della volta celeste. Il coluro equinoziale a 180° di distanza vernale ha un'ascensione retta di 12 ore. Nel sistema delle coordinate equatoriali, è un meridiano fondamentale. È infatti da una delle sue due intersezioni con l'equatore celeste e con l'eclittica (quella vernale, detta punto gamma o punto d'ariete, con ascensione retta zero ore e declinazione zero gradi) che si misura l'ascensione retta di un punto della volta celeste.
Il coluro equinoziale, inoltre, a causa del movimento di precessione degli equinozi, non è fisso ma si sposta verso ovest di circa 50 secondi d'arco l'anno, pertanto è necessario tenere conto di tali spostamenti nelle determinazioni delle ascensioni rette dei vari corpi celesti; lo spostamento del coluro equinoziale rende ragione della diversa durata dell'anno tropico rispetto a quello sidereo.

## Coluro solstiziale
Il coluro solstiziale è il meridiano della volta celeste passante per i poli celesti e i punti solstiziali, cioè il primo punto del Cancro (punto del solstizio d'estate) e il primo punto del Capricorno (punto del solstizio d'inverno).